# Prinsens Musikkorps
Prinsens Musikkorps er et dansk militært brassband, som har base på Skive Kaserne. Det er et professionelt musikkorps under Flyvevåbnet. Orkestrets chef er Leo Ebbesen Pedersen, og Ole Edvard Antonsen er chefdirigent. René Bjerregaard Nielsen er tilknyttet som Musikdirigent.
Musikkorpset hørte tidligere under Prinsens Livregiment og har rødder tilbage i det 17. århundrede. 1. oktober 2020 overgik korset fra Hæren til Flyvevåbnet.

## Historie
Regimentet, nu Prins Frederiks Regiment, får sit musikkorps officielt godkendt ved en direkte skrivelse til regimentet 19. april 1766.